# Ruderatshofen
Ruderatshofen é um município da Alemanha, situado no distrito da Algóvia Oriental, no estado da Baviera. Tem 33,52 km² de área, e sua população em 2019 foi estimada em 1 763 habitantes.